# Irrgast
Irrgast (zuweilen auch Ausnahmegast genannt) ist vor allem ein vogelkundlicher Fachbegriff.
Darunter sind Arten zu verstehen, die gelegentlich in Gebieten erscheinen, die weit von ihren eigentlichen Brutarealen, Zugwegen und Überwinterungsgebieten entfernt sind. Als Gründe für ein solches Auftreten werden seit langem meteorologische Ereignisse ausgewiesen, insbesondere Stürme, die ziehende Vögel angeblich über tausende Kilometer hinweg verfrachten können; neuere Forschungsergebnisse deuten jedoch eher auf einen Fehler im Ablauf des genetisch verankerten Zugprogramms hin.
Eine allgemeingültige Definition, bis zu welcher Regelmäßigkeit und Anzahl noch von Irrgästen gesprochen werden soll, scheint es nicht zu geben. Grenzfälle für Deutschland sind z. B. Eismöwe (Larus hyperboreus), Weißflügel-Seeschwalbe (Chlidonias leucopterus), Steppenweihe (Circus macrourus), Rotfußfalke (Falco vespertinus) und Mornellregenpfeifer (Charadrius morinellus).
Irrgäste können zwar meist eine gewisse Zeit in den nicht angestammten Gebieten überleben, sind aber häufig nicht imstande, in ihre eigentlichen Brutgebiete zurückzukehren. Ornithologen melden das Auftreten von Irrgästen an die zuständigen avifaunistischen Organisationen, die diese Meldungen überprüfen und bei erfolgter Verifizierung publizieren.
Nicht zu verwechseln sind Irrgäste mit Invasionsvögeln, deren Auftreten meist mit Populationsdruck bei gleichzeitigem Nahrungsmangel zusammenhängt. Verwirrung stiften oft Gefangenschaftsflüchtlinge, die für Irrgäste gehalten werden.

## Eine Studie an Laubsängern und Drosseln
Im Sommer 2007 veröffentlichte ein Autorenteam aus Ornithologen und Ökologen der Philipps-Universität Marburg, der Ornithologischen Gesellschaft in Bayern und des Helmholtz-Zentrums für Umweltforschung – UFZ im Journal of Ornithology eine Studie, für die sie mehrere tausend Meldungen von asiatischen Vögeln aus den Familien der Laubsänger und Drosseln ausgewertet hatten, die sich nach Europa verirrt hatten. Die Forscher werteten für Irrgäste aus 38 Arten deren Körpergewicht, ihre Flügellänge, die Größe des Brutgebietes, die Distanz zwischen dem Brut- und Überwinterungsgebiet sowie die Distanz zwischen dem Brutgebiet und Mitteleuropa aus.
Dabei stellten sie fest, dass die Entfernung zwischen den Überwinterungsquartieren im südlichen Asien und den Brutrevieren im nördlichen Sibirien der Entfernung Sibirien – Europa gleicht. Je mehr Irrgäste einer bestimmten Art aus einem bestimmten europäischen Gebiet gemeldet worden waren, desto genauer entsprachen sich diese Entfernungen. Besonders häufig wurde der Gelbbrauen-Laubsänger (Phylloscopus inornatus) beobachtet, der in den Jahren 1836 bis 1991 rund tausendmal von ehrenamtlichen Ornithologen in Mitteleuropa als Irrgast gemeldet worden war. Diese Art brütet in der sibirischen Taiga südlich des Polarkreises und fliegt zum Überwintern in die Subtropen und Tropen Südostasiens. Wenn Wettereinflüsse die Ursache für Irrgäste wären, müssten kleinere Vögel häufiger verweht werden als größere, so die Annahme: Die Forscher konnten jedoch mit Hilfe statistischer Analysen keinen Zusammenhang zwischen der Häufigkeit der Irrgäste und ihrer Körpergröße nachweisen. Zudem trete der Gelbbrauen-Laubsänger viel zu regelmäßig in Europa auf, als dass für jede Beobachtung ungewöhnliche Wetterverhältnisse auf dem Zugweg verantwortlich gemacht werden könnten. Den Forschern zufolge geraten Irrgäste vielmehr durch einen Fehler im Ablauf ihres angeborenen Zugprogramms in das falsche Überwinterungsgebiet. Je mehr Exemplare einer Art in ihren angestammten Aufenthaltsgebieten existierten, desto größer sei die Wahrscheinlichkeit, dass sich darunter auch einige „fehlprogrammierte“ Exemplare befänden, die statt Richtung Asien in die Gegenrichtung fliegen.
Untersuchte Arten, die sich als Zugvögel nach Mitteleuropa verirren, waren in dieser Studie insbesondere: Balkanlaubsänger (Phylloscopus orientalis), Dunkellaubsänger (Phylloscopus fuscatus), Bartlaubsänger (Phylloscopus schwarzi), Goldhähnchen-Laubsänger (Phylloscopus proregulus), Gelbbrauen-Laubsänger (Phylloscopus inornatus), Tienschan-Laubsänger (Phylloscopus humei), Wanderlaubsänger (Phylloscopus borealis), Kronenlaubsänger (Phylloscopus coronatus), Schieferdrossel (Zoothera sibirica), Erddrossel (Zoothera dauma), Fahldrossel (Turdus pallidus), Weißbrauendrossel (Turdus obscurus), Bechsteindrossel (Turdus ruficollis) und Naumanndrossel (Turdus naumanni).

## Künstlerische Umsetzung
In ihrer Novelle Irrgast hat Mireille Zindel das Motiv (am Beispiel von Möwen) als literarisches Leitthema aufgegriffen.